# 360 pr. n. št.

## Rojstva
- Avtolik, grški matematik, astronom (približen datum) († okoli 295 pr. n. št.)
- Nearh, navarh Aleksandra Velikega (približen datum)  († 300 pr. n. št.)

## Smrti
- Agezilaj II., špartanski kralj (* 444 pr. n. št.)
- Demokrit, grški filozof, učenjak (* okoli 470 pr. n. št.)